# Meall Garbh (Càrn Mairg)
Der Meall Garbh  ist ein 968 Meter hoher Berg in Schottland. Sein gälischer Name bedeutet Rauer Berg oder Rauer runder Hügel. Der Berg gehört zu einer Gruppe von vier Munros, die in Form eines nach Süden geöffneten Hufeisens nördlich der kleinen Siedlung Invervar im Glen Lyon liegen. Die Berggruppe wird nach dem höchsten Gipfel auch als Càrn Mairg Group oder aufgrund der Bergform als Glen Lyon Horseshoe bezeichnet.

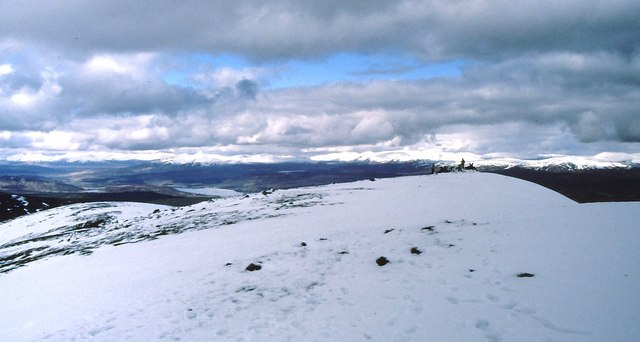
Der Gipfel des Meall Garbh im Winter

In der Berggruppe weist lediglich der Càrn Mairg einen felsigen, aus Quarzit bestehenden Gipfelaufbau auf, der ein kleines Gipfelplateau bildet. Wie die übrigen Gipfel und Vorgipfel besitzt der Meall Garbh ein vergleichsweise wenig prägnantes flaches Gipfelplateau, im Unterschied zum südwestlich liegenden Càrn Gorm ist es allerdings kaum bewachsen. Er weist zwei fast gleich hohe, lediglich durch eine flache Senke getrennte Gipfelbereiche auf, der Nordostgipfel ist geringfügig höher als der Südwestgipfel. Südöstlich liegt der 919 Meter hohe Vorgipfel des Meall Luaidhe, zwischen Meall Garbh und Càrn Gorm der felsige, 924 Meter hohe Vorgipfel An Sgòrr. Innerhalb der Berggruppe um den Càrn Mairg, dem er westlich benachbart ist, ist der Meall Garbh der vergleichsweise am wenigsten auffallende Gipfel, er besitzt keine besonders prägnante Form. Auch der zwischen beiden liegende Vorgipfel des Meall a' Bhàrr hebt sich nicht sonderlich ab. Nach Süden fällt der Meall Garbh mit sanften, grasigen felsdurchsetzten Hängen ins Glen Lyon ab, nach Norden schließen sich flach abfallendes Moorland und Wald bis zum Loch Rannoch an.
Bestiegen wird der Meall Garbh von vielen Bergwanderern im Rahmen einer Überquerung aller vier Munros der gesamten Berggruppe, eine etwa 18 km lange Tour.